# Piasek (jezioro)
Piasek – przepływowe jezioro rynnowe Pojezierza Bytowskiego, na wschód od Miastka (gmina Miastko, powiat bytowski, województwo pomorskie), położone w wąskiej i głębokiej rynnie polodowcowej. Linia brzegowa gęsto zalesiona. W sąsiedztwie północnego brzegu jeziora przebiega trasa drogi krajowej nr 20 ze Stargardu do Gdyni. Ogólna powierzchnia akwenu jeziora wynosi 42 ha.